# 香港崖豆藤
香港崖豆藤（学名：Millettia oraria）是豆科崖豆藤属的植物，是中国的特有植物。分布在中国大陆的广西、广东等地，常生长在海岸。

## 别名
香港崖豆藤（中国主要植物图说 豆科）